# Un raggio di luna per Dorothy Jane
Un raggio di Luna per Dorothy Jane (The Torkelsons, poi Almost Home nella seconda stagione) è una serie televisiva statunitense in 33 episodi trasmessi per la prima volta nel corso di 2 stagioni dal 1991 al 1993. Il titolo della seconda stagione in Italia fu Famiglia cercasi.

## Trama
A Corners Pyramid, un sobborgo immaginario di Vinita, Millicent Torkelson fa quello che può per sopravvivere finanziariamente con le sue tre figlie, dopo che il marito, Randy, ha lasciato la famiglia. Randy in seguito torna e compare in diversi episodi e i due finiscono per divorziare. Nell'episodio pilota Millicent è così indebitata che le vengono pignorati anche gli elettrodomestici di casa. Al fine di sostenere la sua famiglia, Millicent fa entrare in casa un coinquilino, Wesley Hodges, che finisce per vivere con loro nella cantina di casa.
Dopo la fine della prima stagione il 16 giugno 1992, la serie viene riorganizzata e rinominata Almost Home (Famiglia cercasi nella distribuzione italiana). La seconda stagione vede le Torkelsons trasferirsi a Seattle (dopo che Millicent ha accettato un lavoro come baby sitter) e andare a vivere con Brian Morgan (editore di un magazine di successo, Molly Gregory) e con i suoi due figli, Gregory e Molly.

## Personaggi
- Millicent Torkelson, interpretato da	Connie Ray.
- Dorothy Jane Torkelson, interpretato da	Olivia Burnette.
- Chuckie Lee Torkelson, interpretato da	Lee Norris.
- Mary Sue Torkelson, interpretato da	Rachel Duncan.
- Wesley Hodges, interpretato da	William Schallert.
- Steven Floyd Torkelson, interpretato da	Aaron Michael Metchik.
- Ruth Ann Torkelson, interpretato da	Anna Slotky.
- Kirby Scroggins, interpretato da	Paige Gosney.
- Riley Roberts, interpretato da	Michael Landes.
- Bootsie, interpretato da	Ronnie Claire Edwards.
- Dreama, interpretato da	Alyson Sullivan.
- Kitty Drysdale, interpretato da	Mother Love.
- Reverend Langley Wilson, interpretato da	Jeff McCracken.
- Randall Torkelson, interpretato da	Gregg Henry.
- Callie Kimbro, interpretato da	Amy Hathaway.

Personaggi aggiunti nella seconda stagione:
- Molly Morgan (13 episodi, 1993), interpretato da	Brittany Murphy.
- Gregory Morgan (13 episodi, 1993), interpretato da	Jason Marsden.
- Brian Morgan (13 episodi, 1993), interpretato da	Perry King.

## Produzione
La serie, ideata da Lynn Montgomery, fu prodotta da Walt Disney Television (prima stagione) e Touchstone Television (seconda stagione) Le musiche furono composte da Ray Colcord.

### Registi
Tra i registi della serie sono accreditati:
- Arlene Sanford (23 episodi, 1991-1992)
- Patrick Maloney (3 episodi, 1993)
- Linda Day (2 episodi, 1993)
- David Trainer (2 episodi, 1993)

## Distribuzione
La serie fu trasmessa negli Stati Uniti dal 1991 al 1993 sulla rete televisiva NBC. In Italia è stata trasmessa la prima stagione su RaiDue con il titolo Un raggio di luna per Dorothy Jane e la seconda stagione con il titolo Famiglia cercasi.
Alcune delle uscite internazionali sono state:
- negli Stati Uniti il 21 settembre 1991 (The Torkelsons)
- in Francia il 19 settembre 1992 (La famille Torkelson)
- in Perù (Los Torkelsons)
- in Germania (Alle meine Kinder)
- in Italia (Un raggio di luna per Dorothy Jane e Famiglia cercasi)

## Episodi
| Stagione         | Episodi | Prima TV USA |
| ---------------- | ------- | ------------ |
| Prima stagione   | 20      | 1991-1992    |
| Seconda stagione | 13      | 1993         |